# Blonde (film fra 1998)
 For alternative betydninger, se Blonde. (Se også artikler, som begynder med Blonde)
Blonde er en film instrueret af Annika Lundgren.

## Handling
Som så mange andre kunstnere i sin generation har Annika Lundgren udfoldet sig i det brede felt af udtryksformer, der almindeligvis kaldes installationskunst. Både i disse værker, og specifikt i sit videoarbejde, har Annika Lundgren søgt mod det spændingsfelt, hvor den enkelte (kunstner) agerer inden for en bredere social ramme, der fastlægger adfærdsmønstre og handlingsstrategier. Blonde er et rastløst sindbillede på bestræbelsen på at finde mening i socialitetens labyrint.